# Wu Yi-fang
Wu Yi-fang, född 1893, död 1985, var en kinesisk politiker. 
Hon blev medlem i Kuomintangregeringens nationella råd 1947. Hon var uppmärksammad nationellt och internationellt för sin kritik av kommunismen, men anslöt sig efter 1949 själv till denna. 